# Kipras Kažukolovas
Kipras Kažukolovas (* 20. November 2000 in Kuršėnai) ist ein litauischer Fußballspieler, der beim FK Astana in Kasachstan unter Vertrag steht.

## Karriere

### Verein
Kipras Kažukolovas spielte bis 2017 in der LFF Akademija des Litauischen Fußballverbands. Im Juli 2017 wurde er vom englischen Verein Brighton & Hove Albion unter Vertrag genommen, der ihn in ihren Jugendbereich aufnahm. Im November 2021 wechselte er zurück nach Litauen zum FK Žalgiris Vilnius. Am letzten Spieltag der Saison 2021 debütierte er in der höchsten litauischen Spielklasse gegen den FC Džiugas Telšiai, nachdem er für Ivan Tatomirović eingewechselt wurde. Žalgiris stand bereits vor dem letzten Spieltag als Meister fest. Am 9. August 2022 gab er sein Debüt im Europapokal gegen den FK Bodø/Glimt aus Norwegen. Am 11. September 2022 erzielte er sein erstes Tor gegen den FK Kauno Žalgiris. In der Saison 2022 gewann er mit Žalgiris erneut die Meisterschaft, und mit dem Sieg im Pokalfinale gegen den FC Hegelmann das Double in Litauen. Hinter Mario Pavelic, Petar Mamić und Nemanja Ljubisavljević war er jedoch nur Innenverteidiger Nummer vier. Die Saison 2023 endete mit der Vizemeisterschaft hinter dem FK Panevėžys, jedoch wurde der Supercup gewonnen. Kažukolovas war in dieser Spielzeit Stammspieler bei Žalgiris und absolvierte die meisten Ligaspiele aller Abwehrspieler der Mannschaft.
Im 2024 Februar wechselte Kažukolovas zum FK Astana in die kasachische Premjer-Liga. Er debütierte für den neuen Verein am 5. März 2024 in der höchsten Liga Kasachstans gegen Schetissu Taldyqorghan.

### Nationalmannschaft
Nachdem Kažukolovas einige Spiele in den Jugendnationalmannschaften von Litauen bestritten hatte, wurde er 2023 von Trainer Edgaras Jankauskas erstmals in die A-Nationalmannschaft berufen. Sein Debüt gab er am 24. März 2023 im Qualifikationsspiel für die Europameisterschaft 2024 gegen Serbien im Stadion Rajko Mitić das 0:2 verloren wurde.

## Erfolge
mit dem FK Žalgiris Vilnius:
- Litauischer Meister: 2021, 2022
- Litauischer Pokalsieger: 2022
- Litauischer Supercup: 2023